# Plan-B
plan-B（プラン・ビー）は東京都中野区弥生町にある小劇場。アーティストの自主管理による共同スペースとして1982年2月にオープンし、現在も活動しているオルタナティブ・スペース、またはアンダーグラウンドスペース。
運営目的でなくアーティスト有志で成り立っている稀な小劇場で、そのためパフォーマンスや公演、講義を行った芸術家にはそうそうたる面子が歴史に名を連ねる。
- バーナード・ルドフスキー（建築史家）
- ライアル・ワトソン（ライフ・サンエンティスト）
- スーザン・ソンタグ（作家）
- セシル・テイラー（ジャズ・ピアニスト）
- フェリックス・ガタリ（フランス哲学者）
- 高橋悠治（作曲家）
- 山崎春美（ミュージシャン）
- 中上健次（作家）
- 相倉久人（音楽の批評家）
- 土方巽（舞踊家）
- デレク・ベイリー（即興音楽家）

等。
plan-Bへの地下入り口に設置されているネオンサインのデザインは美術家の原口典之。初期設立や企画制作にも関わった木幡和枝（アートプロデューサー）、田中泯（舞踊家）榎倉康二（美術家）、高山登（美術家）、黒川芳朱（映像作家）、田村光男（音楽プロデューサー）、中上健次（作家）等がいる。